# Johanna Clementina Hudig
Johanna Clementina Hudig (roepnaam Han, Groningen, 27 maart 1907 - Amersfoort, 29 juli 1996) was de eerste vrouwelijke rechter in Nederland. Daarnaast was zij buitengewoon hoogleraar.

## Opleiding en werk
Hudig bezocht de meisjes-HBS in Groningen. Aangezien deze opleiding geen toegang gaf tot een universitaire studie, deed zij vervolgens staatsexamen gymnasium. Hudig studeerde rechten in Utrecht. Ze behaalde in 1934 de graad van meester in de rechten. Na haar afstuderen kreeg ze een onbetaalde baan aan het Criminologisch Instituut, dat net door W.P.J. Pompe was opgericht. In 1939 promoveerde zij op het proefschrift: De criminaliteit der vrouw (1939). In 1938 kwam zij te werken in Rotterdam als inspectrice bij de kinderpolitie. In 1946 nam ze ontslag bij de Rotterdamse politie. In de periode 1946-1947 studeerde zij sociologie en sociaal werk aan de Universiteit van Chicago. Van 1947 tot 1977 was zij als kinderrechter verbonden aan de Rotterdamse rechtbank. Zij was de eerste vrouwelijke rechter in Nederland. Van 1957 tot 1972 was zij aan de Universiteit van Utrecht verbonden als buitengewoon hoogleraar kinderrecht en kinderbescherming. 

## Besturen
Hudig heeft in besturen van verschillende instellingen voor jeugdbescherming gezeten. Ook was zij van 1948 tot 1972 bestuurslid van de Rotterdamse Stichting Bevordering van Volkskracht. 

## Privéleven
Hudig werd geboren als dochter van Joost Hudig (1880-1967), landbouwconsulent en hoogleraar, en Sophia Alida Hudig (1880-1924). Ze was een kleindochter van Jan Hudig en een nicht van Ferrand Whaley Hudig. Johanna Hudig bleef ongehuwd.

## Eerbetoon
- In 1964 werd Hudig benoemd tot ridder in de Orde van de Nederlandse Leeuw.
- In 1977 kreeg zij van de gemeente Rotterdam de Wolfert van Borselenpenning.
- In 1979 kreeg zij een eredoctoraat aan de Katholieke Universiteit Nijmegen.
- Op 8 maart 2023 maakte de Universiteit van Utrecht bekend, dat het gebouw aan Achter Sint Pieter 200 naar haar werd vernoemd.[1][2] Het gerenoveerde gebouw werd in de week van maandag 15 januari 2024 opgeleverd.[3]

## Trivia
- In haar tijd bij de Rotterdamse Kinderpolitie heeft ze het leven van een kind gered door het te laten onderduiken.[4]